# Sauvallea blainii
Sauvallea es un género monotípico de plantas con flores (su única especie es Sauvallea blainii Wright), de la familia Commelinaceae. 
Es originaria del oeste de Cuba.

## Taxonomía
Sauvallea blainii fue descrita por Charles Wright y publicado en Anales de la Academia de Ciencias Médicas . . . 7: 608. 1871.
Sinonimia
- Commelina blainii (C.Wright) Woodson (1942).[2]